# 中国优选法统筹法与经济数学研究会
中国优选法统筹法与经济数学研究会是中华人民共和国优选法、统筹法、经济数学与管理科学工作者组成的群众性学术团体，是中国科学技术协会主管的社会团体，1981年3月在北京市成立。